# Matt Monro
Terrence Edward Parsons, mais conhecido pelo nome artístico Matt Monro (Londres, 1 de dezembro de 1930 - 7 de fevereiro de 1985), foi um cantor inglês de música popular que se tornou conhecido internacionalmente por interpretar uma das canções de uma das películas de James Bond, "From Russia with Love". 
Com um estilo reconhecido de swing, e na esteira de cantores ao estilo de Frank Sinatra, Monro obteve os seus principais êxitos durante os anos 1960, sobretudo na Grã-Bretanha.

## Biografia
Começou a sua carreira cantando em anúncios de televisão e com algumas orquestras britânicas (como a Orquestra de Cyril Stapleton) nos inícios da década de 1950. Depois de umas poucas gravações para diversas companhias, assinou um contrato com a Decca Records para gravar um disco de standards intitulado Blue and Sentimental (1957). 
Um ano depois sua carreira viveu um momento crucial quando o produtor George Martin pediu-lhe que emprestasse a sua voz para um disco de Peter Sellers, Songs for Swingin' Sellers, no qual eram satirizados diversos temas de Sinatra. A contribuição de Monro, "You Keep Me Swingin'", proporcionou-lhe um contrato com a Parlophone, tendo alcançado o número 3 no top britânico com o seu tema de 1960 "Portrait of My Love". Outros temas com sucesso foram "My Kind of Girl" (que seria o seu primiro sucesso nos Estados Unidos da América) e "Softly, As I Leave You".
Em 1962 publicou un LP para Parlophone, Matt Monro Sings Hoagy Carmichael, com grande repercussão, daquele álbum a interpretação do tema para o filme de James Bond "From Russia with Love", o tornou conhecido em todo o mundo. O tema seguinte, "Walk Away", chegou a número 4 do top britânico e aos 20 primeiros nos Estados Unidos da América.
Em 1964, participou no IX Festival Eurovisão da Canção com a canção "I Love the Little Things" que terminaria em segundo lugar, com 17 pontos, atrás apenas de Gigliola Cinquetti.
Em 1965, foi o primeiro a versionar a canção dos Beatles, "Yesterday". Partiu para os Estados Unidos da América e começou a trabalhar em clubes noturnos e a gravar de forma esporádica durante os anos 1970. O seu disco Heartbreakers (1980) colocou-o de novo na cena musical, mas a sua saúde começou a deteriorar-se devido a um câncer/cancro, tendo falecido 5 anos depois (1985)

## Principais sucessos
- "Portrait Of My Love", 1960 (UK #3)
- "My Kind Of Girl", 1961 (USA#18, UK#5)
- "Softly As I Leave You", 1962 (UK#10)
- "From Russia With Love", 1963 (UK#20)
- "Walk Away 1964", (US#23, UK#4)
- "Yesterday", 1965 (UK#8)
- "And You Smiled", 1973 (UK#28)
- "All Of A Sudden", 1969 que é a versão em inglês da música Tudo Passará de Nelson Ned.

## Discografia
- Blue And Sentimental - 1957
- Kind Of Girl - 1961
- Love Is The Same Anywhere  - 1961
- Sings Hoagy Carmichael  - 1962
- Great Songs From The Movies  - 1964
- From Russia With Love - 1964
- All My Loving  - 1965
- I Have Dreamed  - 1965
- Walk Away - 1965
- This Is The Life!  - 1966
- Here's To My Lady - 1966
- Born Free (Invitation To The Movies) - 1967
- Invitation To Broadway - 1967
- These Years - 1967
- The Late, Late Show - 1968
- Time After Time - 1968
- Walk Softly Into Love ‎- 1968
- Alguien Cantó  - 1968
- En España - 1970
- Close To You - 1970
- Time For Loving - 1973
- For The Present - 1973
- The Long And Winding Road - 1975
- Let Me Sing - 1975
- The Other Side Of The Stars - 	1975
- Un Toque de Distinción - 1982
- Live In Australia - 2008